# Ogyrides yaquiensis
Ogyrides yaquiensis är en kräftdjursart. Ogyrides yaquiensis ingår i släktet Ogyrides och familjen Ogyrididae. Inga underarter finns listade i Catalogue of Life.